# オベチコール酸
オベチコール酸（Obeticholic acid）は6α-エチル-ケノデオキシコール酸とも呼ばれる半合成胆汁酸アナログである。いくつかの肝疾患治療薬として開発中である。日本と中国では大日本住友製薬が、他地域ではIntercept Pharmaceuticalsが開発を担当している。開発コードINT-747。

## 発見から開発まで
天然の胆汁酸ケノデオキシコール酸は、1999年にファルネソイドX受容体(FXR)のリガンドの中で最も活性の高い分子として単離された。FXRは肝X受容体に属する核内受容体で、様々な生理的、病理的過程に関与する。アルキル化胆汁酸の中で最もFXR刺激作用の強い分子として6α-エチル-ケノデオキシコール酸が開発された。肝内ならびに消化管内でFXRが関与する疾患が治療対象となっている。OCAはファースト・イン・クラスのFXR刺激薬である。

## 臨床試験
肝疾患および消化管疾患に対する第II相ならびに第III相臨床試験が実施されている。

### 原発性胆汁性胆管炎
原発性胆汁性胆管炎(PBC)は自己免疫性の炎症性肝疾患であり、胆管を傷害し、線維化し、胆汁欝滞し、最終的に肝硬変に至る疾患である。男性より女性に多く、黄疸、瘙痒感、疲労感に始まる。ウルソデオキシコール酸による治療が有用であるが、疾患が進行して肝移植が必要となる場合が多い。PBCの様な胆汁鬱滞性疾患にはFXR作動薬による治療が有用であることが、動物実験で示された。OCAは2つの第II相臨床試験で生化学的なベネフィットを持つことが示された。OCA 5mg、10mg、プラセボを比較した無作為化二重盲検第III相臨床試験（POISE試験）の結果が2014年4月に公表され、プライマリ・エンドポイントである血中アルカリホスファターゼ（疾患進行の予測因子となる）、肝移植、死亡の大幅な減少が見られた。

### 非アルコール性脂肪性肝炎
非アルコール性脂肪性肝炎(NASH)は組織学的には脂肪肝、炎症、線維化を伴う、よく見られる肝機能異常であり、その有病率は上昇傾向にある。肝硬変に進行すると、肝移植が必要となる。NASHの治療にOCAが有望である。2013年に示された第II相臨床試験の結果に拠ると、OCA 25mg/日または50mg/日を6週間投与すると、肝炎・線維化のマーカーが減少し、インスリン感受性が改善した。
米国国立糖尿病・消化器病・腎臓病研究所が出資したFLINT臨床試験(The Farnesoid X Receptor Ligand Obeticholic Acid in Nonalcoholic Steatohepatitis Treatment)は283例の中間解析でプライマリ・エンドポイントに達し、2014年1月に中止された。治療群（OCA 25mg/日、72週）ではプラセボに対してITTベースで統計的に有意(p=0.0024)な改善が見られた。組織学的なプライマリ・エンドポイントに設定されていたのは、「非アルコール性脂肪性肝疾患(NAFLD)活動性スコア」(NAS)の2点以上改善および線維化の非進行であった。

### 門脈圧亢進症
動物実験でOCAが肝内の血管抵抗を改善し、門脈圧亢進症の治療に有用であることが示唆された。非盲検の第IIb相臨床試験が実施中である。

### 胆汁酸性下痢
胆汁酸性下痢（または胆汁酸吸収不良）はクローン病等の続発症、あるいは特発性の疾患である。これらの病態では、回腸のホルモンで肝臓での胆汁酸合成を司るFGF19の分泌量が減少することが確かめられた。FGF19は胆汁酸やOCAによって分泌を刺激される。OCA 25mg/日の実証実験で臨床的、生化学的ベネフィットが実証された。